# Narodna glazba
Narodna glazba, često i samo folk, podvrsta je tradicijske i važna sastavnica folklorne glazbe koja objedinjuje ukupan glazbeni izričaj pojedinoga naroda. Njome se ne smatra komercijalizirana etno glazba, koja sastavnice narodne glazbe uključuje u popularnu glazbu.
U prošlosti očuvana usmenom predajom, melografski zabilježena i notirana postaje predmetom proučavanja etnomuzikologije.
Tijekom XIX. i XX. st. počela se spajati s elementima prvo zabavne, a potom i  popularne (pop) glazbe, tvoreći žanrove etno glazbe, world musica, neofolka, folk rocka, turbo-folka, kavanske glazbe i ine. Poznate su tako irska, talijanska, grčka i ine narodne glazbe.
Poznatiji izvođači u Hrvatskoj su Ladarice, Stjepan Jeršek Štef, Teta Liza i dr.